# Itsja (Zee van Ochotsk)
De Itsja (Russisch: Ича), in de bovenloop ook wel Ketatsjan (Кетачан) of Eerste Ketatsjan (Кетачан 1-й) genoemd, is een 233 kilometer lange rivier in het westelijk deel van het Russische schiereiland Kamtsjatka. 

## Hydroniem
De Itsja werd voor het eerst genoemd in de rapporten van de Russische ontdekkingsreiziger Vladimir Atlasov. Het hydroniem gaat volgens een verklaring terug op het Tsjoektsjische Atsjo ("vet" of "talg"), maar volgens een andere verklaring is Itsja de Russische transcriptie van het Itelmeense Itsjtsjium ("berkenbos"). De alternatieve naam Ketatsjan is overgenomen uit het Eveens en betekent "kleine chumzalm".

## Hydrologie
Het stroomgebied van de rivier omvat 4530 km². Het huidige debiet bedraagt 0,5 tot 2 m/sec. De rivier doorstroomt het district Bystrinski en het district Sobolevski van de kraj Kamtsjatka. Een deel van het dal ligt in het natuurpark Bystrinski.
De rivier ontstaat uit een gletsjer op de zuidelijke hellingen van de gelijknamige vulkaan Itsjinskaja Sopka. De bovenloop van de Itsja of Ketatsjan vormt een zwak stromende grote beek, waarin verschillende bergstromen uitkomen. Deze watermassa wordt aan beide zijden ingeklemd door de bevroren lavastroom van de laatste uitbarsting van de Itsjinskaja-vulkaan en vormt de paaigrond voor de rode zalm. In de middenloop varieert de diepte tussen de 0,8 en 2 meter en de breedte van 20 tot 40 meter. In de benedenloop doorstroomt de rivier een zeer moerassig laagland, waarbij deze zich vervlecht in een aantal lopen en een hoofdarm. Dit deel van de rivier vormt de paaigrond van de chumzalm. De diepte varieert hier tussen de 1 en 3 meter en breedte tussen de 50 en 100 meter. De rivier stroomt uit in een uitgestrekte ondiepe lagune die door een landtong met zand- en kiezels wordt gescheiden van de Zee van Ochotsk.
De rivier wordt in de bovenloop omgeven door bergketens. Hier groeit vooral heuvelachtige moerastoendra en bossen met steenberken en ceders en elzenstruikgewas. In het dal van de benedenloop van de rivier groeien bossen met wilgen, elzen, populieren en Chosenia. De enige plaats aan de rivier is de onbewoonde plaats Ostrog aan de benedenloop van de rivier.

### Zijrivieren
De Itsja telt een groot aantal zijrivieren. Vanaf de bron zijn dit (l = instroom van links; r = instroom van rechts; km = aantal km vanaf de monding, indien bekend) de Dymny (l), Gorny (l), Neoeta (r, 207 km),  Eerste Ketatsjan (l, 203 km), Koryakski (l), Kopylje (l, 188 km), Zeljony (r), Nikolajev (l), Marsjroetny (l, 181 km), Saranskaja (l, 180 km), Tsjengnoeta (l, 174 km), Chim (l, 169 km), Samki (r, 167 km), Bazovy (l65 km), Granitny (r), rivier zonder naam (l56 km), rivier zonder naam (l47 km), Chimka (l, 145 km), Sjanoetsj (r, 138 km), Sjangytsjka (r, 133 km), rivier zonder naam (13l km), rivier zonder naam (123 km), Nizovoj (l, 110 km), Tyrkatsjin (r, 105 km), Totsjil (r), Toemkoela (r), Zerkalny (r), Tvajan (l, 80 km), Molto (l, 72 km), Nasjtsjnosjtsj (r, 54 km), Kenasjka (l, 40 km), Altsjik of Rybny (l, 31 km), Oetiny (l, 15 km) en Nizkona (r, 9 km).